# Deutsche Gesellschaft für Gruppenanalyse und Gruppenpsychotherapie
Die Deutsche Gesellschaft für Gruppenanalyse und Gruppenpsychotherapie e.V. (D3G) mit Sitz in Berlin ist eine Fachgesellschaft zur Förderung der Anwendung der gruppenanalytischen Methode in unterschiedlichen Arbeitsbereichen in Deutschland.
Sie wurde 2011 in Berlin gegründet und ist ein Zusammenschluss der ehemaligen Sektionen Analytische Gruppenpsychotherapie, Klinik und Praxis sowie Intendierte dynamische Gruppenpsychotherapie des 2011 aufgelösten Deutschen Arbeitskreises für Gruppenpsychotherapie und Gruppendynamik (DAGG).

## Beschreibung
Die D3G fördert Forschung, Wissenschaft und Anwendung der Gruppenanalyse in Bereichen wie zum Beispiel Gruppenpsychotherapie, soziale Arbeit, Gesundheitssystem, Bildungssystem, Beratung, Supervision und Organisationsentwicklung. Sie führt Tagungen, Kongresse und weitere Fortbildungsveranstaltungen durch und kooperiert mit anderen Fachgesellschaften und Institutionen, dies sind die Group Analytic Society, die Deutsche Gesellschaft für Supervision und andere.

## Publikationen
Die Vorträge der Jahrestagungen werden in der Zeitschrift Gruppenpsychotherapie und Gruppendynamik veröffentlicht.

## Jahrestagungen
Einmal jährlich findet eine Jahrestagung mit vorangehendem Study Day statt.
- 2011: Gründungstagung
- 2012: Gruppenanalyse für alle? In Klinik, Praxis und Organisationen …
- 2013: Gesellschaft und Gruppe. Der gesellschaftliche Kontext der Gruppenanalyse und der gruppenanalytische Blick auf die Gesellschaft
- 2014: Bezogenheit – Abgrenzung – Ausgrenzung. Gruppenanalyse und Gruppenpsychotherapie in sozialer Verantwortung
- 2015: Konflikt/Potenz
- 2016: Umbrüche/Entwicklungen – Zeit der Gruppenanalyse
- 2017: 6 Jahre D3G! Rückblick und voraus! (Mitgliedertagung)
- 2018: Übergang – Untergang – Neuanfang. Generationale Übergänge in Klinik, Organisation und Gesellschaft
- 2019: Gewalt und Gruppen. übereinander miteinander gegeneinander
- 2021: Gespalten Gebunden. Gruppen zwischen Ausgrenzung, Abgrenzung und Verbundenheit
- 2022: Für sich und für andere. Gruppenanalyse jenseits des Entweder - Oder
- 2023: Zwischen Utopie und Dystopie – Gruppen in Zeiten der (Ent)täuschung